# Hilding Östlund

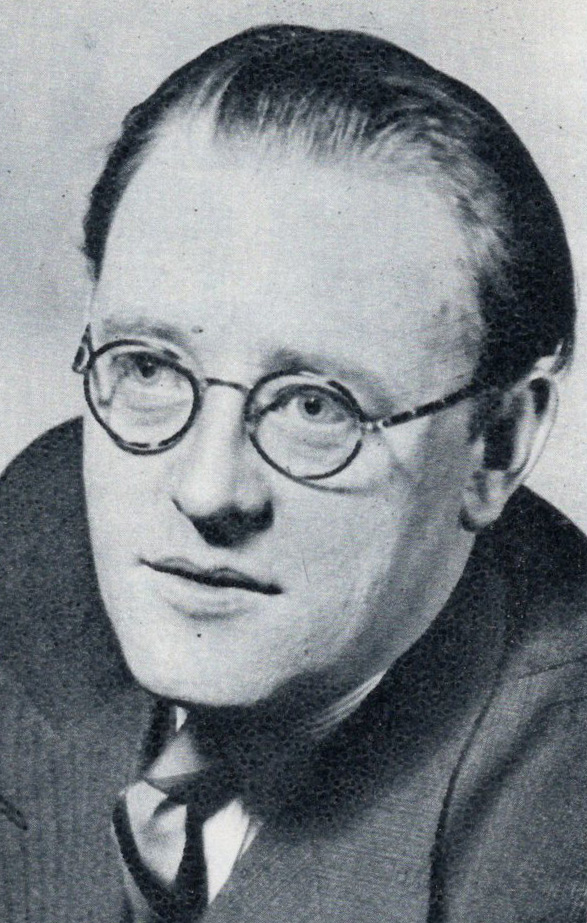
Hilding Östlund

Josef Hilding Emanuel Östlund, född 18 september 1894 i Södertälje, död 5 november 1969 i Västerleds församling i Stockholm, var en svensk författare, manusförfattare och tidningsman. Han var även verksam under pseudonymen Stefan Fremling.

## Biografi
Föräldrar var Johan August Östlund och Hulda Vilhelmina Claudelin. Östlund arbetade som kontorist 1913–1917 i Svenska nykterhetsförlaget varefter han var verksam som journalist och författare. Han skrev ett antal ungdomsböcker 1919–1926 under pseudonymen Stefan Fremling.
Hilding Östlund är begravd på Bromma kyrkogård.

## Filmmanus
- 1939 – Hennes lilla Majestät
- 1940 – Vi tre

## Priser och utmärkelser
- 1956 – Boklotteriets stipendiat